# Евоки: Битва за Ендор
Евоки: Битва за Ендор (англ. Ewoks: The Battle For Endor) — американський телефільм 1985 року, події якого відбуваються у світі, створеному серіалом «Зоряні війни».
Фільм є прямим продовженням фільму «Караван мужності: Пригоди евоків». Фільм розповідає про Сіндел Товані, яка після першого фільму осиротіла та приєднується до Евоків, у їхній боротьбі із загарбниками, які намагаються захопити місяць Ендора.

## Сюжет
Маленька дівчинка Сіндел залишається одна на незнайомій планеті зі своїм волохатим другом Евоком Вікетом. Батьки її загинули від рук лиходіїв. Героїв прихистив у себе старий відлюдник, сердитий з вигляду, але насправді добрий. Він допомагає їм в боротьбі проти злої відьми, що погубила батьків.

## Творці фільму

### Режисер
- Джим Уіт / Jim Wheat
- Кен Уіт / Ken Wheat

### Сценарій
- Джордж Лукас / George Lucas .. сюжет
- Джим Уіт / Jim Wheat
- Кен Уіт / Ken Wheat

### Продюсери
- Джордж Лукас / George Lucas .. виконавчий продюсер
- Томас Дж. Сміт / Thomas G. Smith .. продюсер

### Актори та персонажі
- Вілфорд Брімлі / Wilford Brimley .. Ноа
- Ворвік Девіс / Warwick Davis .. Вікет
- Обрі Міллер /Aubree Miller .. Сіндел
- Шин Філліпс / Sian Phillips .. Шарал
- Карел Струйкен / Carel Struycken .. Терак
- Нікі Ботело / Niki Botelho .. Тік
- Пол Глісон / Paul Gleason .. Джереміт
- Ерік Вокер / Eric Walker .. Мейс
- Деніел Фрішман / Daniel Frishman .. Дідж

### Композитор
Пітер Бернштейн

### Оператор
Ізідор Манкофський / Isidore Mankofsky

## Цікаві факти
- Переклад фільму українською виконано студією «Стар-Майстер» на замовлення телеканалу КІНО